# Zosimos (Märtyrer)
Zosimos (altgriechisch Ζωσιμος; † 110 in Conana in Pisidien) war ein Märtyrer und Heiliger.
Der Legende zufolge war Zosimos ein Soldat, der den Waffendienst verweigerte und sich in eine Kirche flüchtete. Zudem verweigerte er das Opfer für die römischen Götter. Daher wurde bei Domitian, den Statthalter des Kaisers Trajan in Pisidien, Anklage gegen Zosimos erhoben, der daraufhin grausam geschlagen, dann aufgehängt und gebrannt und schließlich auf einen glühenden Rost geworfen worden sein soll, ohne dass ihm dies etwas angehabt habe. Im Anschluss sei er dann auch noch mit von spitzen Nägeln durchstochenen Schuhen an Pferde gebunden worden, denen er eine längere Strecke bis nach Conana nachlaufen musste, wo man ihn drei Tage ohne Essen und Trinken ließ. Da er jedoch bei seinem Glauben geblieben sei, sei er schließlich enthauptet worden.
Zosimos wurde als Heiliger verehrt, sein Gedenktag ist der 19. Juni.